# Алтидона
Алтидо̀на (на италиански: Altidona) е малко градче и община в Централна Италия, провинция Фермо, регион Марке. Разположено е на 224 m надморска височина. Населението на общината е 3234 души (към 2011 г.).
До 2004 г. общината е част от провинция Асколи Пичено, когато участва в новата провинция Фермо.